# Mistrzostwa Świata FIBT 1935
Mistrzostwa Świata FIBT 1935 odbyły się w dniu 1 lutego 1935 w szwajcarskiej miejscowości Sankt Moritz, gdzie rozegrano konkurencję męskich czwórek i w austriackim Igls, gdzie rozegrano konkurencję dwójek bobslejowych.

## Dwójki
- Data: 1 lutego 1935

| Miejsce | Narodowość     | Zawodnik                             | czas |
| ------- | -------------- | ------------------------------------ | ---- |
| 1       | Szwajcaria     | Reto Capadrutt Emil Diener           | -    |
| 2       | Czechosłowacja | Josef Lanzendörfer Karel Ruzicka     | -    |
| 3       | Włochy         | Marchese Sforza Brivio Carlo Soldini | -    |

## Czwórki
- Data: 1 lutego 1935

| Miejsce | Narodowość | Zawodnik                                                      | czas |
| ------- | ---------- | ------------------------------------------------------------- | ---- |
| 1       | III Rzesza | Hanns Kilian Alexander Gruber Hermann von Valta Fritz Schwarz | -    |
| 2       | Szwajcaria | Pierre Musy Noldi Gartmann Charles Bouvier Joseph Beerli      | -    |
| 3       | Szwajcaria | Reto Capadrutt Fritz Feierabend A.Lardi H.Tami                | -    |

## Tabela medalowa
| Miejsce | Państwo        |   |   |   | Razem |
| ------- | -------------- | - | - | - | ----- |
| 1.      | Szwajcaria     | 1 | 1 | 1 | 3     |
| 2.      | III Rzesza     | 1 | 0 | 0 | 1     |
| 3.      | Czechosłowacja | 0 | 1 | 0 | 1     |
| 4.      | Włochy         | 0 | 0 | 1 | 1     |